# Hugh Scarlett (7e baron Abinger)
Hugh Richard Scarlett (25 novembre 1878 - 21 juillet 1943) est un officier de l'Armée britannique et pair .

## Famille
Scarlett est le fils du lieutenant-colonel Leopold James Yorke Campbell Scarlett, lui-même fils de l'hon. Peter Campbell Scarlett, troisième fils de James Scarlett (1er baron Abinger). Sa mère, Bessie Florence Gibson, est la fille d'Edward Gibson, mais est adoptée par Sir Percy Florence Shelley, 3e baronnet, et sa femme. À la mort de son parent, le 4e baron Abinger, en décembre 1903, le frère aîné de Scarlett, Shelley Scarlett, lui succède en tant que 5e baron Abinger. L'année suivante, Hugh (ainsi que ses frères et sœurs Robert, Ruth, Percy et Léopold) sont autorisés à utiliser le titre L'Honorable par un mandat royal de préséance. À la mort de son frère aîné sans héritiers mâles en 1917, le frère suivant Robert Scarlett lui succède en tant que 6e baron Abinger. Lui aussi meurt sans héritiers mâles et Hugh accède à la baronnie en 1927.
Scarlett épouse Marjorie Ursula MacPhillamy en 1913 ; ils ont trois fils, James Richard Scarlett (qui hérite du titre à la mort de son père), John Leopold Campbell Scarlett et Felix Hugh Lawrence Scarlett.

## Carrière militaire
Scarlett est nommé sous-lieutenant dans la Royal Artillery le 26 mai 1900. Il sert avec l'Imperial Yeomanry pendant la seconde guerre des Boers en Afrique du Sud, dans l'État libre d'Orange et la colonie de la rivière Orange en 1900. Il est ensuite stationné à la colonie du Cap avant de retourner en Angleterre en août 1902 . Il est promu au grade de lieutenant en Afrique du Sud, le 25 mars 1902. Il sert pendant la Première Guerre mondiale de 1914 à 1918 et reçoit l'ordre du Service distingué (DSO) en 1916. Il prend sa retraite en tant que lieutenant-colonel et, dans les années 1920, il est commandant de la 59e brigade (Home Counties) (Cinque Ports) de la Royal Field Artillery de l'armée territoriale . Scarlett est nommé sous-lieutenant du comté d'Inverness en 1930.